# Pterostylis cardiostigma
Pterostylis cardiostigma är en orkidéart som beskrevs av D.Cooper. Pterostylis cardiostigma ingår i släktet Pterostylis och familjen orkidéer. Inga underarter finns listade i Catalogue of Life.